# Sie und die Drei (1935)
Sie und die Drei ist ein deutscher Spielfilm aus dem Jahr 1935. In der Kriminalkomödie geht es um einen versuchten Diebstahl von Geschäftsgeheimnissen, der von ein paar gewitzten Hotelangestellten verhindert wird.

## Handlung
Der reiche amerikanische Geschäftsmann Dr. Bittner reist mit seiner Tochter Lisa nach Hamburg, wo er sich mit Vertretern einer rumänischen Firma wegen eines Großauftrags treffen will. Doch die Konkurrenz hat den Spion André Nicol auf ihn angesetzt, um Bittners Angebot zu stehlen und ihn unterbieten zu können. Nicol mietet sich, ebenso wie die Bittners, im Palast-Hotel ein, wo er Lisa hofiert, sich als Fremdenführer anbietet und Dr. Bittner über seine Geschäfte aushorchen will. Sein Auftraggeber Bobinsky ist aber unzufrieden mit Nicol, weil er nichts Entscheidendes herausfinden kann.
Im Palast-Hotel arbeiten auch das Zimmermädchen Christine, der Kellner Rudolf sowie seine Freunde, der Chauffeur Toni und der Friseur Peter. Die Freunde sparen Geld, um eines Tages gemeinsam ein kleines Hotel eröffnen zu können, und Christine macht sich Hoffnungen auf einen Heiratsantrag von Rudolf. Dieser bekommt von einem Gast statt eines Trinkgeldes Freikarten für eine noble Bar, wohin er Toni und Peter ausführt. Dort treffen sie auf Dr. Bittner, Lisa und Nicol. Rudolf ist sofort von der schönen Lisa fasziniert, bittet sie zum Tanz, und auch sie scheint von ihm angetan zu sein. Sie weiß nicht, dass er ein Kellner ist, und als er ihr am nächsten Morgen das Frühstück bringt, hält sie ihn für einen Betrüger, der sich eingeschlichen hat.
Nicol erkennt die drei Freunde, die er in der Bar gesehen hat, im Hotel wieder und hält sie für konkurrierende Spione einer anderen Firma, die an dieselben Unterlagen kommen wollen wie er. Bobinsky und Nicol wollen sie abwerben, und so erfahren diese von Nicols Plänen, gehen zum Schein darauf ein und versuchen, Lisa und Dr. Bittner rechtzeitig zu warnen. Lisa lässt Rudolf jedoch nicht zu Wort kommen, da sie ihn immer noch für einen Hochstapler hält.
Bobinsky gibt sich als Vertreter des rumänischen Auftraggebers aus, um dem echten Auftraggeber zuvorzukommen und Bittner die Unterlagen abzunehmen. Doch Rudolf hat den Umschlag in Bittners Schreibtisch ausgetauscht und Bobinsky bemerkt erst auf der Fahrt zum Flughafen, dass er nur Zeitungspapier erbeutet hat. Chauffeur Toni schließt ihn im Auto ein und fährt ihn direkt zum Polizeipräsidium. Als dann Herr Maranu, der echte Auftraggeber, auftaucht, klärt Rudolf alles auf und händigt den echten Umschlag aus. Nicol will fliehen, Peter tut als wolle er ihm helfen und sperrt ihn in eine Kammer, um ihn später der Polizei übergeben zu können.
Bittner gibt Toni und Peter als Dank für das gerettete Geschäft einen Scheck, mit dem sie ihre Hotelgründung finanzieren können. Lisa tut es leid, dass sie Rudolf zu Unrecht verdächtigt hat. Sie macht Andeutungen, dass er mit ihnen nach Amerika kommen solle und dass der Vater auch einem Heiratsantrag zustimmen würde. Doch Rudolf lehnt mit der Begründung ab: „Ich kann und will nicht nur der Mann meiner Frau sein.“

## Produktion
Sie und die Drei ist eine Produktion der Schulz & Wuellner Filmfabrikation und der Europa Filmverleih AG und wurde in Hamburg gedreht. Der Film kam am 18. Januar 1935 in die deutschen Kinos, in Österreich lief er im gleichen Jahr unter dem Titel Eine Nacht im Palast-Hotel.

## Rezeption
„Kriminalistisch gewürzte Verwechslungskomödie, steif inszeniert und gespielt, einfallslos und glatt konfektioniert.“